# Sianowo

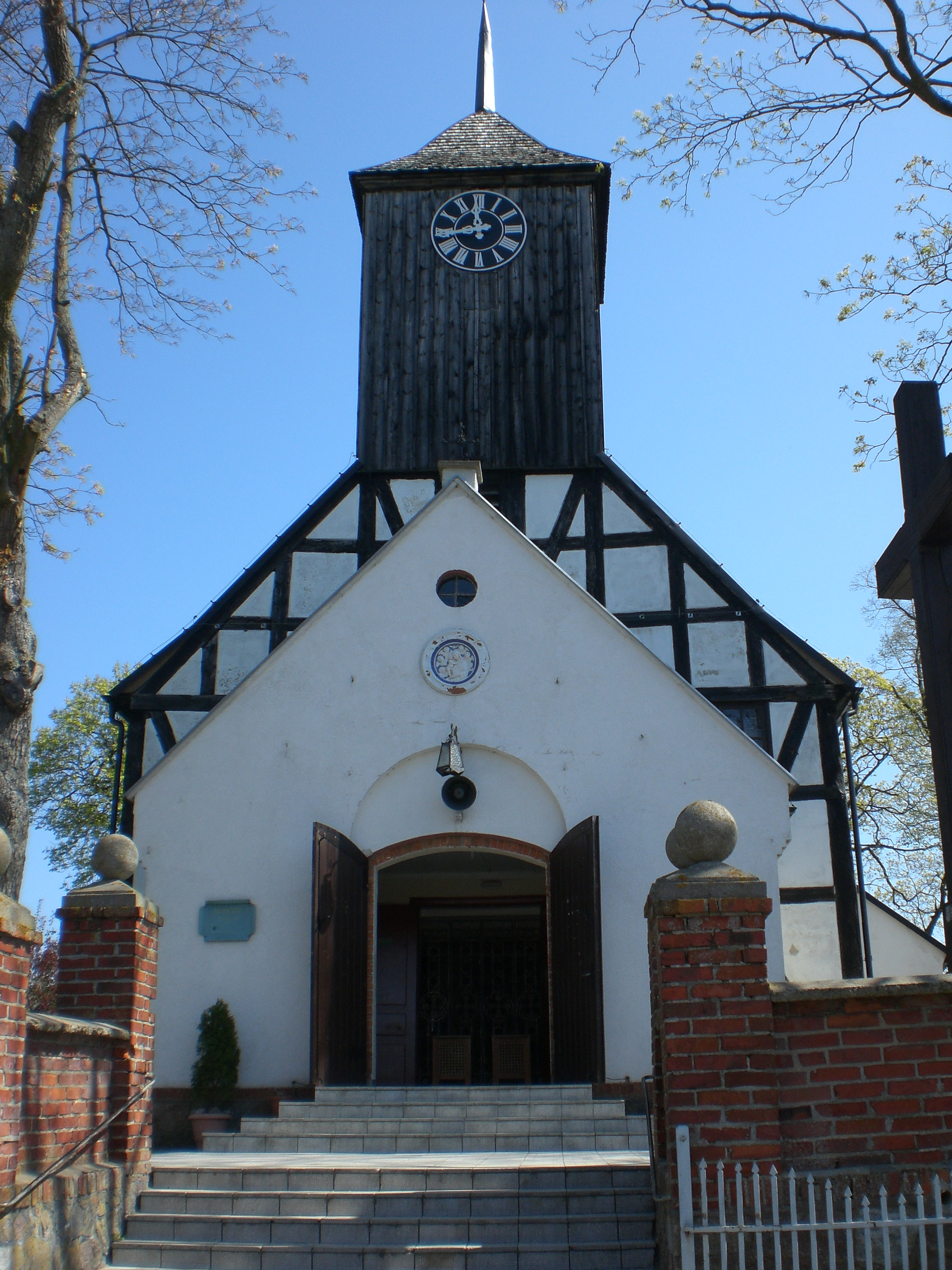
Sanctuaire de Notre-Dame - reine de la Cachoubie

Sianowo (cachoube : Swiónowò) est un village situé dans les environs pittoresques du lac de Sianowo, il est connu pour son Sanctuaire de Notre-Dame, lieu de pèlerinages pour les Cachoubes.